# Mars 1944 (guerre mondiale)
Chronologie de la Seconde Guerre mondiale
Février 1944 - Mars 1944 -  Avril 1944

## Événements
- 4 mars : 
  - Offensive soviétique vers les Carpates.
- 7 mars : 
  - Départ du 69e convoi de déportation des Juifs de France, du camp de Drancy vers Auschwitz : 1 501 déportés, 20 survivants en 1945.
- 8 mars : Début de la contre-attaque de Bougainville.
- 7 au 12 mars : Bombardements aériens alliés sur Le Mans, Chartres et Tours.
- 15 mars : 
  - Publication du programme du Conseil national de la Résistance.
  - Occupation de la Hongrie par le Reich (15-19 mars).
  - L'Armée rouge, franchissant le Boug, pénètre en Transnistrie.
  - Le parlement finlandais repousse les conditions de paix soviétiques.
- 16 mars : bombardement sur l'usine Michelin de Cataroux et les cités de la Fontcimagne et Montferrand à Clermont-Ferrand par la Royal Air Force[1].
- 20 mars : 
  - Entrée des Soviétiques en Bessarabie.
- 22 mars : 
  - Suicide de Pierre Brossolette pour échapper à la Gestapo.
- 24 mars : 
  - Le général britannique Orde Wingate est tué dans un accident d'avion.
  - En l'absence de progression significative, les Américains stoppent leur offensive sur Cassino.
- 25 mars :
  - Envoi d'un corps expéditionnaire brésilien en Italie.
- 26 mars : 
  - Miliciens et Allemands donnent l'assaut au maquis des Glières en Haute-Savoie.
- 27 mars : 
  - Départ du 70e convoi de déportation des Juifs de France, du camp de Drancy vers Auschwitz : 1 000 déportés, 125 survivants en 1945.